# Kaito Abe
Kaito Abe (阿部 海大 Abe Kaito?, Oita, 18 de septiembre de 1999) es un futbolista japonés que juega como defensa en el Fagiano Okayama.

## Trayectoria

### Clubes
| Club                       | País  | Año   |
| -------------------------- | ----- | ----- |
| Fagiano Okayama            | Japón | 2018- |
| Blaublitz Akita (préstamo) | Japón | 2023  |